# Walter Hill (regista)
Walter Hill (Long Beach, 10 gennaio 1942) è un regista e sceneggiatore statunitense.
Regista capace di ridefinire e contaminare i generi, dal western, all'action movie, alla fantascienza, ha diretto film cult come I guerrieri della notte, 48 ore, Strade di fuoco e Danko.

## Biografia

### Le origini e gli inizi
Dopo aver completato gli studi di storia e letteratura alla Michigan State University, si iscrive ad uno dei programmi di formazione del Directors Guild of America, e ha il suo primo approccio col mondo del cinema in veste di co-sceneggiatore e aiuto-regista.
Le sue prime sceneggiature si concentrano su storie di personaggi in condizioni difficili, che devono compiere delle scelte di sopravvivenza lottando con coraggio. Le prime due risalgono al 1972: La morte arriva con la valigia bianca, diretto da Robert Culp, e Getaway!, diretto da Sam Peckinpah e interpretato da Steve McQueen. Seguono poi Il ladro che venne a pranzo e L'agente speciale Mackintosh nel 1973, e Detective Harper: acqua alla gola nel 1975.
Dello stesso anno è il suo esordio alla regia, L'eroe della strada che, pur avendo come protagonista il celebre Charles Bronson, non ottiene grandi risultati ai botteghini, ma il regista ha la sua rivalsa nel 1978 con Driver l'imprendibile, film passato alla storia per i suoi mirabolanti inseguimenti, che ispireranno poi anche una serie famosa di videogiochi intitolata per l'appunto Driver, dove - come nel film - l'autista impavido è al servizio di malavitosi perennemente in fuga dalla polizia.

### Il grande successo
Il boom arriva però l'anno successivo, con il film ormai di culto I guerrieri della notte, dove una banda accusata ingiustamente dell'omicidio di uno dei rivali, attraversa una New York desolata e infestata dalle gang di strada nel disperato tentativo di tornare a casa sani e salvi.
La sua opera seguente, I cavalieri dalle lunghe ombre, è in parte un omaggio al suo grande maestro Sam Peckinpah. Il film offre una lucida e distaccata lettura degli ultimi anni di vita di Jesse James, il tutto impreziosito dalle musiche di Ry Cooder, James Keach nella parte del capobanda Jesse James e i fratelli Carradine al completo.
Sempre uno dei Carradine, Keith, è tra i protagonisti di I guerrieri della palude silenziosa, storia di un gruppo di soldati della guardia nazionale che ingaggiano una guerra spietata con i Cajun degli acquitrini di un'infida palude della Louisiana.
Grazie al regista poi, nel 1982 fa il suo esordio sullo schermo Eddie Murphy in 48 ore. Il film è una scoppiettante commedia d'azione tutta basata sui duetti tra il comico di colore e Nick Nolte, nei panni l'uno di un carcerato e l'altro di un burbero poliziotto, entrambi alle costole di un evaso omicida alla ricerca della refurtiva di un vecchio colpo.
Nel 1984 Walter Hill firma un altro cult con Strade di fuoco, con Michael Paré, Willem Dafoe e la giovane Diane Lane. Il soggetto è molto simile a I guerrieri della notte, ma il film è composto praticamente da una serie di videoclip con musiche che si amalgamano con le vicissitudini dei personaggi e l'ambientazione urbana in cui si svolge.
L'anno successivo il regista si cimenta nel genere comico con Chi più spende... più guadagna!, interpretato da Richard Pryor e John Candy, ma la pellicola si rivela un flop.
Il regista ritorna così ai suoi film più congeniali, con Ricercati: ufficialmente morti, interpretato ancora da Nick Nolte, qui nel ruolo di un duro ed incorruttibile Texas Ranger, vecchio amico di un narcotrafficante cui un manipolo di ex-soldati (ufficialmente morti, per l'appunto) in missione segreta mandano a monte affari e vita privata. E riconferma la formula che già aveva decretato il successo di 48 ore girando Danko, in cui Arnold Schwarzenegger è un capitano della polizia sovietica costretto a fare coppia con uno squinternato sbirro di Chicago, interpretato da Jim Belushi.
Dopo aver diretto uno degli episodi de I racconti della cripta (1989), assieme ai colleghi Robert Zemeckis e Richard Donner, firma Johnny il bello, in cui un mostruoso ma geniale rapinatore interpretato da Mickey Rourke cade per mano dei suoi compari durante un colpo e risorge dopo una chirurgia facciale cercando vendetta. Il film è forse uno tra i più pessimisti firmati dal regista, e vanta la presenza del Morgan Freeman più duro e cinico mai apparso sullo schermo.

### Gli anni novanta
Negli anni novanta esce sugli schermi il seguito del grande successo con Eddie Murphy e Nick Nolte, Ancora 48 ore, in cui la scatenata coppia ladro e poliziotto dà vita a un'altra divertente girandola di sparatorie, inseguimenti e scambi di battute tra i due protagonisti. È poi il turno de I trasgressori, con Ice T e Ice Cube nel ruolo di due spacciatori che vedono invaso il loro territorio da due bianchi (Bill Paxton e William Sadler, attore già presente in alcuni film del regista) alla ricerca della sostanziosa refurtiva di una vecchia rapina nascosta proprio da quelle parti.
Le sue successive tre pellicole appartengono invece al genere western: Geronimo, storia dell'omonimo capo degli apache ciricahua; Wild Bill (1995), incentrato sugli ultimi giorni del leggendario pistolero Wild Bill Hickok (interpretato da Jeff Bridges); e infine Ancora vivo - Last Man Standing, rifacimento de La sfida del samurai di Akira Kurosawa (celebre pellicola da cui Sergio Leone trasse ispirazione per il suo capolavoro Per un pugno di dollari), ambientato presso la frontiera americano-messicana del Texas durante gli anni del proibizionismo ed avente per protagonista Bruce Willis.

### Gli anni duemila e duemiladieci
Dal 2000 ha diretto cinque film: Supernova, il suo primo film fantascientifico come regista (come sceneggiatore aveva già partecipato ad Aliens - Scontro finale), gli procurò diversi grattacapi nella sua realizzazione tanto da volersi negare persino nei titoli di coda, firmandosi alla fine come Thomas Lee.
Nel 2002 dirige Undisputed, film d'ambientazione carceraria dai forti connotati pugilistici. Wesley Snipes e Ving Rhames interpretano due pugili che si danno battaglia dietro le sbarre nella disputa più importante della loro carriera, il cui esito però non sarà mai conosciuto dal grande pubblico. Il film è tra i maggiori incassi del periodo, ma vende molto nel mercato home-video diventando un esempio per gli altri due seguiti (non diretti da Hill).
Nel 2006 dirige Robert Duvall in Broken Trail - Un viaggio pericoloso, mentre nel 2012 dirige Sylvester Stallone in Jimmy Bobo - Bullet to the Head. Nel 2016 gira, con Sigourney Weaver e Michelle Rodriguez, il film Nemesi.

## Filmografia

### Regista

#### Cinema
- L'eroe della strada (Hard Times) (1975)
- Driver l'imprendibile (The Driver) (1978)
- I guerrieri della notte (The Warriors) (1979)
- I cavalieri dalle lunghe ombre (The Long Riders) (1980)
- I guerrieri della palude silenziosa (Southern Comfort) (1981)
- 48 ore (48 hrs.) (1982)
- Strade di fuoco (Streets of Fire) (1984)
- Chi più spende... più guadagna! (Brewster's Millions) (1985)
- Mississippi Adventure (Crossroads) (1986)
- Ricercati: ufficialmente morti (Extreme Prejudice) (1987)
- Danko (Red Heat) (1988)
- Johnny il bello (Johnny Handsome) (1989)
- Ancora 48 ore (Another 48 hrs.) (1990)
- I trasgressori (Trespass) (1992)
- Geronimo (Geronimo: an American Legend) (1993)
- Wild Bill (1995)
- Ancora vivo - Last Man Standing (Last Man Standing) (1996)
- Supernova (2000)[1]
- Undisputed (2002)
- Jimmy Bobo - Bullet to the Head (Bullet to the Head) (2012)
- Nemesi (The Assignment) (2016)
- Morto per un dollaro (Dead for a Dollar) (2022)

#### Televisione
- I racconti della cripta (1989) - serie TV
- Broken Trail - Un viaggio pericoloso (Broken Trail) (2006) - miniserie TV
- La guerra di Madso (Madso's War) (2010) - film TV [2]

### Sceneggiatore
- La morte arriva con la valigia bianca (Hickey and Boggs), regia di Robert Culp (1972)
- Getaway! (The Getaway), regia di Sam Peckinpah (1972)
- Il ladro che venne a pranzo (The Thief Who Came to Dinner), regia di Bud Yorkin (1973)
- L'agente speciale Mackintosh (The Mackintosh Man), regia di John Huston (1973)
- Detective Harper: acqua alla gola (The Drowning Pool), regia di Stuart Rosenberg (1975)
- L'eroe della strada (Hard Times), regia di Walter Hill (1975)
- Driver l'imprendibile (The Driver), regia di Walter Hill (1978)
- I guerrieri della notte (The Warriors), regia di Walter Hill (1979)
- I guerrieri della palude silenziosa (Southern Comfort), regia di Walter Hill (1981)
- 48 ore (48 hrs.), regia di Walter Hill (1982)
- Strade di fuoco (Streets of Fire), regia di Walter Hill (1984)
- Mississippi Adventure (Crossroads), regia di Walter Hill (1986)
- Aliens - Scontro finale (Aliens), regia di James Cameron (1986)
- Danko (Red Heat), regia di Walter Hill (1988)
- Alien³, regia di David Fincher (1992)
- Ancora vivo - Last Man Standing (Last Man Standing), regia di Walter Hill (1996)
- Alien - La clonazione (Alien Resurrection), regia di Jean-Pierre Jeunet (1997)
- Nemesi (The Assignment), regia di Walter Hill (2016)
- Morto per un dollaro (Dead for a Dollar), regia di Walter Hill (2022)

## Riconoscimenti
- Festival del film poliziesco di Cognac
  - 1983 – Grand Prix per 48 ore
- Premio Hugo
  - 1987 – Premio Hugo per la miglior rappresentazione drammatica per Aliens
- Directors Guild of America Award
  - 2004 – Directors Guild of America Award for Outstanding Directing – Drama Series per Dreadwood, episodio pilota
  - 2006 – Directors Guild of America Award for Outstanding Directing – Miniseries or TV Film per Broken Trail
- Primetime Emmy Awards
  - 2004 – Primetime Emmy Award per la migliore regia di una serie drammatica per Dreadwood, episodio pilota
- Torino Film Festival
  - 2006 – Premio Filmcritica Bastone Bianco per Broken Trail
- Film Fest Gent
  - 2007 – Premio onorario Joseph Plateau
- Festival del Cinema di Sitges
  - 2011 – Premio onorario Macchina del tempo
- Festival internazionale del film di Roma
  - 2012 – Maverick Director Award
- Mostra internazionale d'arte cinematografica
  - 2022 – Premio Jaeger-LeCoultre Glory to the Filmmaker
- Writers Guild of America
  - 2024 – Laurel Award for Screenwriting Achievement